# Nemoria morbilliata
Nemoria morbilliata är en fjärilsart som beskrevs av Felder och Alois Friedrich Rogenhofer 1875. Nemoria morbilliata ingår i släktet Nemoria och familjen mätare. Inga underarter finns listade i Catalogue of Life.